# Aushra Augustinavichute
Aushra Augustinavichute (en lituanien Aušra Augustinavičiūtė), née le 4 avril 1927 et morte le 19 août 2005, sociologue et psychologue lituanienne, est l'inventeur de la socionique, théorie des types de personnalité inspirée des idées de Carl Gustav Jung, et associant sociologie et psychologie. 

## Parcours
Elle soutient sa thèse de doctorat en sciences économiques de l'université de Vilnius en 1956.
Elle travailla au ministère des Finances de Lituanie, et également par la suite en tant que professeur de sciences économiques et politiques dans différents établissements éducatifs de la ville de Vilnius.
Bien que ses travaux aient été connus de quelques spécialistes à l'époque de la Guerre Froide, ses travaux scientifiques n'étaient pas édités, car non conformes à la doctrine "scientifique" soviétique officielle.
En 1968, elle devint la doyenne de la faculté des études familiales de l'Institut pédagogique de Vilnius.
À partir des années 1990, après l'effondrement de l'URSS, purent enfin être diffusés l'ensemble de ses travaux à la communauté scientifique internationale, qui découvrit alors la socionique, théorie originale que l'on peut considérer comme le pendant "soviétique" du Myers Briggs Type Indicator.